# مجزي (عبري)
مجزي منطقة سكنية تقع في ولاية عبري التابعة لمحافظة الظاهرة في سلطنة عمان. وهي غير بلدة مجزي بوادي الحواسنة بولاية الخابورة بمحافظة الباطنة. رمز المنطقة هو 100110432.

## الوصلات الخارجية
- المركز الوطني للإحصاء والمعلومات، سلطنة عمان